# 일진디스플레이
일진디스플레이(Iljin Display Co., Ltd.)는 LED용 사파이어 웨이퍼와 모바일 기기용 터치스크린패널을 생산・판매하는 코스피 상장기업이다. 상장기업명으로는 일진디스플로 표기한다.
사파이어 웨이퍼는 LED Chip의 기판재료 및 LED 생산공정에서 LED 잉곳 다음으로 중요한 핵심소재이다. 매출구성은 터치스크린패널 94%, 사파이어웨이퍼 6% 가량으로 이루어진다.
주요 고객처로는 삼성전자, LG이노텍 등이 있다.

## 참고 문헌
- 일진디스플레이 홈페이지
- 일진그룹 홈페이지
- 네이버 증권